# Sture Sahlström
Sture Lennart Sahlström, född 11 januari 1923 i Vendels församling, Uppsala län, död 2 maj 2009 i Vendels församling, Uppsala län, var en svensk nyckelharpist.

## Biografi
Sahlström föddes 1923 i Vendels församling. Han var bror till spelmannen Eric Sahlström och var tillsammans med honom verksam vid Eric Sahlström Institutet. Sahlström byggde även nyckelharpor. Han blev 1954 riksspelman (Zornmärket i silver) i nyckelharpa med kommentaren "För gott låtval och utmärkt spel på nyckelharpa". 1997 blev han riksspelman (Zornmärket i guld) i nyckelharpa med kommentaren "För mästerligt och traditionsrikt spel av låtar från Uppland".

## Diskografi
- 1972 – Spelmansstämma i Delsbo.[7]

- 1983 – Låtspel i Brukskyrkan.[8]

- 1987 – Till Viksta-Lasses minne.[9]